# 硫酸ジメチル
硫酸ジメチル（りゅうさんジメチル、dimethyl sulfate）は化学式 (CH3O)2SO2 で表される化合物で、硫酸のジメチルエステル。結合様式を表現せずに (CH3)2SO4 あるいは Me2SO4 とも表記する。
強力なメチル化剤として有機合成で広く使われる試薬のひとつで、塩基の存在下、アルコールを容易にメチルエーテルへと変換することができる。
標準状態においては無色の油状液体であり、タマネギに似た弱い悪臭を持つ。実験室での利用はトリフルオロメタンスルホン酸のメチルエステルである CF3SO3CH3 に置き換えられつつある。
腐食性・発癌性が強く、皮膚などに付くと危険であるため、防護手袋を着けるなど取り扱いには十分な配慮が必要である。

## 歴史
1800年代初頭ごろ、不純な形ではあるが発見されている。その後、硫酸ジメチルの調製法はクラーソンによって広く研究された。

## 製造
実験室的な製法は数多く知られている。メタノールと硫酸の反応
{\displaystyle {\ce {{2CH3OH}+ H2SO4 -> (CH3O)2SO2}}}
あるいは硫酸水素メチルの蒸留によって得られる。
{\displaystyle {\ce {{2CH3HSO4}-> {H2SO4}+ (CH3O)2SO2}}}
亜硝酸メチルとクロロスルホン酸メチルの反応によっても合成できる。
{\displaystyle {\ce {{CH3ONO}+ {(CH3O)SO2Cl}-> {(CH3O)2SO2}+ NOCl}}}
アメリカ合衆国においては1920年代から工業的に製造されている。一般的な過程はジメチルエーテルと三酸化硫黄の連続的反応である。
{\displaystyle {\ce {{(CH3)2O}+ SO3 -> (CH3O)2SO2}}}

## 用途
フェノール類、アミン、チオールのメチル化剤として最も良く知られる。通常、1つめのメチル基は残りの1つに比べてすばやく除去される。通常は SN2 反応を起こす。

### 酸素原子のメチル化
フェノール類のメチル化に用いられるのが最も一般的である。単純なアルコールのメチル化にも適し、tert-ブタノールを tert-ブチルメチルエーテルに変換する。
{\displaystyle {\ce {{2(CH3)3COH}+ (CH3O)2SO2 -> {2(CH3)3COCH3}+ H2SO4}}}
アルコキシドは即座にメチル化される。
{\displaystyle {\ce {{RO^{-}Na^{+}}+{(CH3O)2SO2}->{ROCH3}+Na(CH3)SO4}}}

### アミン窒素のメチル化
4級アンモニウム塩および3級アミンの製造に用いられる。
{\displaystyle {\ce {{C6H5CH=NC4C9}+(CH3O)2SO2->{C6H5CH=N^{+}(CH3)C4C9}+{CH3OSO3^{-}}}}}
長鎖アルキル基を持つ4級アンモニウム化合物は界面活性剤や衣類の柔軟剤として利用される。

### 硫黄原子のメチル化
アルコールと同様、メルカプチドのメチル化は容易に進行する。
{\displaystyle {\ce {{RS^{-}Na^{+}}+(CH3O)2SO2->{RSCH3}+Na(CH3)SO4}}}
チオエステルの合成に用いることもできる。
{\displaystyle {\ce {{RC(O)SH}+ (CH3O)2SO2 -> {RC(O)S(CH3)}+ HOSO3CH3}}}

### その他
グアニンのイミダゾール環を開環させることにより、塩基特異的にDNAを開裂させることができる。この反応は塩基配列の決定やDNA鎖の切断などに使うことができる。
酸化銅(I)との反応で硫酸銅(I)を生成する。

## 安全性
発癌性を持つ可能性が高いため有毒であるとされる。ラットに対して吸入または静脈内投与を行うとがんが発生することが確認されている。硫酸ジメチルの毒性の高さから、化学兵器に転用できると考える者もいる。皮膚、粘膜、消化管を通して吸収される。遅延毒性を持つため、自覚症状が現れる前に致命的な量の被曝を受ける危険がある。
毒性が高いため使用が避けられ、他のメチル化剤が用いられることも多い。しかしながら反応効率が高く入手も容易なので、より適切な試薬と判断されることもある。ヨウ化メチルは O-メチル化に使われ、より危険性が低いが高価である。炭酸ジメチルは硫酸ジメチル、ヨウ化メチルの両者と比べ毒性が低く、反応にもよるが硫酸ジメチルのかわりに N-メチル化に使うことができる。
毒物及び劇物取締法により劇物に指定されている。また、労働安全衛生法の第2類特定化学物質に指定されている。